# Michele Pignatelli
Michele Pignatelli (Casalnuovo, 1627 – Lecce, 20 novembre 1695) è stato un vescovo cattolico italiano.

## Biografia
Michele era figlio di Giacomo duca di Bellosguardo. Venne eletto vescovo di Lecce il 26 gennaio 1682.
Il 3 marzo 1687 tenne il suo primo sinodo.
Il 14 aprile 1694 pose la prima pietra del seminario diocesano.
Morì il 20 novembre 1695 mentre era ancora in cattedra, a 68 anni.
È sepolto nella cripta del Duomo di Lecce, con gli altri vescovi della città.